# Час на Земята
Часът на земята (Earth Hour) е най-мащабното събитие, посветено на опазването на планетата, организирано от WWF (Световен фонд за дивата природа).
Провежда се всяка последна събота на месец март, когато граждани, бизнеси и правителства по целия свят едновременно изключват електрическото осветление, отправяйки призив за устойчиво и отговорно бъдеще и давайки фокус върху изменение на климата.
Часът на Земята се организира се за първи път през 2007 г. в Сидни, Австралия, след което става традиция и започва да се отбелязва по цялата планета.
През 2007 година 2,2 милиона души стават част от първия световен час на земята в Сидни, изключвайки осветлението си за 1 час. Само година по-късно 50 милиона души от 370 града, в повече от 35 страни по света, се присъединяват и изключват осветлението си за час.
През 2009 г. към Часа на земята се присъединяват над 1 милиард души в близо 4500 града от 88 държави, приканвайки обществото, бизнеса и правителствата да спрат светлини в продължение на час от 20:30 до 21:30 ч. на 28 март (събота).
На 27 март 2010, събота, в 20:30 ч. милиони хора по цял свят се включват за 4-ти пореден път в Часа на Земята, като спират осветлението си за 1 час.
През 2020 г. в инициативата се включват над 5 милиона души от 7000 града в 190 страни. Covid-19 пандемията по света измества основните активности, свързани с честване на Часа на Земята изцяло онлайн.
В България първото издание на Часа на Земята е организирано през 2008 г. от WWF България. Отбелязването на инициативата продължава всяка година, като част от работата на българския екип на природозащитната организация.
През 2024 г. Часът на Земята ще се проведе на 23 март, събота, между 20:30 часа и 21:30 часа.